# Hurricanes de Miami (football américain)
Pour le club omnisports, voir Hurricanes de Miami.
Stade
Maillots
Champion 1983, 1987, 1989, 1991, 2001
Saison en cours
Le programme de football américain des Hurricanes de Miami représente au sein de la NCAA Division I Football Bowl Subdivision (FBS),l'université de Miami située à Miami Gardens en Floride.

## Descriptif en début de saison 2025
- Couleurs :   (vert foncé et orange)[1]

- Dirigeants :
  - Directeur sportif : Dan Radakovich (en)
  - Entraîneur principal : Mario Cristobal (en), 4e saison, bilan : 22 - 16  (57,9 %)

- Stade
  - Nom : Hard Rock Stadium
  - Capacité : 65 326
  - Surface de jeu : pelouse naturelle
  - Lieu : Miami Gardens, Floride

- Conférence :
  - Actuelle : Atlantic Coast Conference (ACC) (depuis 2004)
  - Ancienne : 
    - Indépendants (1927–1928)
    - Southern Intercollegiate Athletic Association (en) (1929–1941)
    - Indépendants (1942–1990)
    - Big East Conference (1991–2003)

- Internet :
  - Nom site Web : miamihurricanes.com
  - URL : https://miamihurricanes.com/sports/football/

- Bilan des matchs :
  - Victoires : 673 (63 %)
  - Défaites : 391
  - Nuls : 19

- Bilan des Bowls :
  - Victoires : 19 (44,2 %)
  - Défaites : 22

- College Football Playoff : -

- Titres :

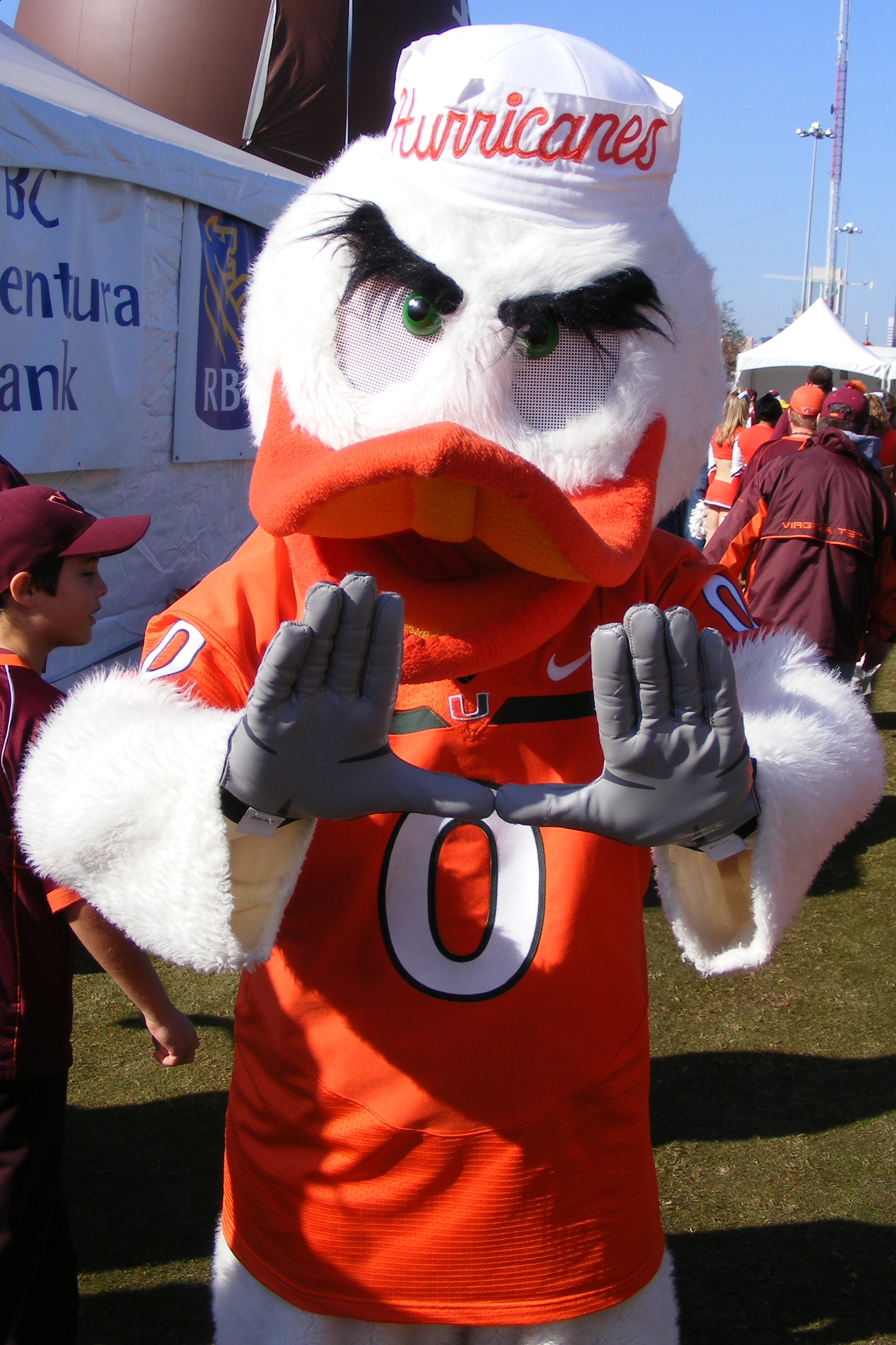
La mascotte anthropomorphe Sebastian the Ibis lors d'un match de football américain en 2007.

  - Titres nationaux : 5 (1983, 1987, 1989, 1991, 2001)
  - Titres nationaux non réclamés : 5 (1986, 1988, 1990, 2000, 2002)
  - Titres de conférence : 0
  - Titres de la division : 1

- Joueurs :
  - Vainqueurs du Trophée Heisman : Vinny Testaverde (1986) et Gino Torretta (en) (1992)
  - Sélectionnés All-American : 36

- Hymne : Miami U How-Dee-Do
- Mascotte : Sebastian the Ibis (en)
- Fanfare : Band of the Hour (en)
- Manufacturier : Adidas

- Rivalités :
  - Florida
  - Florida State
  - Louisville (en)
  - Nebraska (en)
  - Virginia Tech (en)
  - Miami (OH) (en)

## Palmarès

### Titres nationaux
Désignés champions à dix reprises par des agences de cotation majeures, les Hurricanes ne reconnaissentt officiellement que cinq de ces titres soit au terme des saisons 1983, 1987, 1989, 1991 et 2001, saisons où ils ont été classés 1er du classement final de l'Associated Press (AP), les titres non réclamés étant au terme des saisons 1986, 1988, 1990, 2000, 2002 :
| Saison | Entraîneur             | Agences de cotation                          | Bilan | Bowl                                       | Résultat | Classements | Classements |
| ------ | ---------------------- | -------------------------------------------- | ----- | ------------------------------------------ | -------- | ----------- | ----------- |
| Saison | Entraîneur             | Agences de cotation                          | Bilan | Bowl                                       | Résultat | AP          | Coaches     |
| 1983   | Howard Schnellenberger | AP, FWAA, NFF, UPI (Coaches), USA Today/CNN  | 11–1  | Orange Bowl                                | G, 31–30 | no 1        | no 1        |
| 1987   | Jimmy Johnson          | AP, FWAA, NFF, UPI (Coaches), USA Today/CNN  | 12–0  | Orange Bowl                                | G, 20–14 | no 1        | no 1        |
| 1989   | Dennis Erickson        | AP, FWAA, NFF, UPI (Coaches), USA Today/CNN  | 11–1  | Sugar Bowl                                 | G, 33–25 | no 1        | no 1        |
| 1991   | Dennis Erickson        | AP                                           | 12–0  | Orange Bowl                                | G, 22–0  | no 1        | no 2        |
| 2001   | Larry Coker            | AP, BCS, FWAA, NFF, USA Today/ESPN (Coaches) | 12–0  | Rose Bowl (BCS National Championship Game) | G, 37–14 | no 1        | no 1        |

### Champions de conférence
Les Hurricanes ont remporté neuf titres de conférence dont trois à égalité (†)
| Saison | Conférence          | Entraîneur           | Bilan global | Bilan de conférence |
| ------ | ------------------- | -------------------- | ------------ | ------------------- |
| 1991   | Big East Conference | Dennis Erickson (en) | 12–0         | 2–0                 |
| 1992   | Big East Conference | Dennis Erickson (en) | 11–1         | 4–0                 |
| 1994   | Big East Conference | Dennis Erickson (en) | 10–2         | 7–0                 |
| 1995†  | Big East Conference | Butch Davis (en)     | 8–3          | 6–1                 |
| 1996†  | Big East Conference | Butch Davis (en)     | 9–3          | 6–1                 |
| 2000   | Big East Conference | Butch Davis (en)     | 11–1         | 7–0                 |
| 2001   | Big East Conference | Larry Coker (en)     | 12–0         | 7–0                 |
| 2002   | Big East Conference | Larry Coker (en)     | 12–1         | 7–0                 |
| 2003†  | Big East Conference | Larry Coker (en)     | 11–2         | 6–1                 |

### Champions de division
Les Hurricanes ont remporté un titre de division.
| Saison | Conférence                | Division | Entraîneur | Finale de conférence | Finale de conférence |
| ------ | ------------------------- | -------- | ---------- | -------------------- | -------------------- |
| Saison | Conférence                | Division | Entraîneur | Adversaire           | Résultat             |
| 2017   | Atlantic Coast Conference | Coastal  | Mark Richt | Tigers de Clemson    | P, 3–38              |

## Bowls
Miami a participé à 44 bowls universitaires, en a remporté 19 pour 25 défaites. 
| #  | Saison           | Bowl                                             | Adversaire            | Résultat     |
| -- | ---------------- | ------------------------------------------------ | --------------------- | ------------ |
| 1  | 1er janvier 1935 | Orange Bowl                                      | Bucknell              | P, 0-26      |
| 2  | 1er janvier 1946 | Orange Bowl                                      | Holy Cross            | G, 13-6      |
| 3  | 1er janvier 1951 | Orange Bowl                                      | Clemson               | P, 14-15     |
| 4  | 1er janvier 1952 | Gator Bowl                                       | Clemson               | G, 4-0       |
| 5  | 16 décembre 1961 | Liberty Bowl                                     | Syracuse              | P, 14-15     |
| 6  | 15 décembre 1962 | Gotham Bowl                                      | Nebraska              | P, 34-36     |
| 7  | 10 décembre 1966 | Liberty Bowl                                     | Virginia Tech         | G, 14-7      |
| 8  | 23 décembre 1967 | Bluebonnet Bowl                                  | Colorado              | P, 21-31     |
| 9  | 2 janvier 1981   | Peach Bowl                                       | Virginia Tech         | G, 20-10     |
| 10 | 2 janvier 1984   | Orange Bowl                                      | Nebraska              | G, 31-30     |
| 11 | 1er janvier 1985 | Fiesta Bowl                                      | UCLA                  | P, 37-39     |
| 12 | 1er janvier 1986 | Sugar Bowl                                       | Tennessee             | P, 7-35      |
| 13 | 2 janvier 1987   | Fiesta Bowl                                      | Penn State            | P, 10-14     |
| 14 | 1er janvier 1988 | Orange Bowl                                      | Oklahoma              | G, 20-14     |
| 15 | 2 janvier 1989   | Orange Bowl                                      | Nebraska              | G, 23-3      |
| 16 | 1er janvier 1990 | Sugar Bowl                                       | Alabama               | G, 33-25     |
| 17 | 1er janvier 1991 | Cotton Bowl Classic                              | Texas                 | G, 46-3      |
| 18 | 1er janvier 1992 | Orange Bowl                                      | Nebraska              | G, 22-0      |
| 19 | 1er janvier 1993 | Sugar Bowl Bowl Coalition National Championship  | Alabama               | P, 13-34     |
| 20 | 1er janvier 1994 | Fiesta Bowl                                      | Arizona               | P, 0-29      |
| 21 | 1er janvier 1995 | Orange Bowl Bowl Coalition National Championship | Nebraska              | P, 17-24     |
| 22 | 27 décembre 1996 | Carquest Bowl                                    | Virginia              | G, 31-21     |
| 23 | 29 décembre 1998 | MicronPC Bowl                                    | NC State              | G, 46-23     |
| 24 | 1er janvier 2000 | Gator Bowl                                       | Georgia Tech          | G, 28-13     |
| 25 | 2 janvier 2001   | Sugar Bowl                                       | Florida               | G, 37-20     |
| 26 | 3 janvier 2002   | Rose Bowl BCS National Championship              | Nebraska              | G, 37-14     |
| 27 | 3 janvier 2003   | Fiesta Bowl BCS National Championship            | Ohio State            | P, 24(2ET)31 |
| 28 | 1er janvier 2004 | Orange Bowl                                      | Florida State         | G, 16-14     |
| 29 | 31 décembre 2004 | Peach Bowl                                       | Florida               | G, 27-10     |
| 30 | 30 décembre 2005 | Peach Bowl                                       | Louisiana State (LSU) | P, 3-40      |
| 31 | 31 décembre 2006 | MPC Computers Bowl                               | Nevada                | G, 21-20     |
| 32 | 27 décembre 2008 | Emerald Bowl                                     | California            | P, 17-24     |
| 33 | 29 décembre 2009 | Champs Sports Bowl                               | Wisconsin             | P, 14-20     |
| 34 | 31 décembre 2010 | Sun Bowl                                         | Notre Dame            | P, 17-33     |
| 35 | 28 décembre 2013 | Russell Athletic Bowl                            | Louisville            | P, 9-36      |
| 36 | 27 décembre 2014 | Independence Bowl                                | South Carolina        | P, 21-24     |
| 37 | 26 décembre 2015 | Sun Bowl                                         | Washington State      | P, 14-20     |
| 38 | 28 décembre 2016 | Russell Athletic Bowl                            | West Virginia         | G, 31-14     |
| 39 | 30 décembre 2017 | Orange Bowl                                      | Wisconsin             | P, 24-34     |
| 40 | 27 décembre 2018 | Pinstripe Bowl                                   | Wisconsin             | P, 3-35      |
| 41 | 26 décembre 2019 | Independence Bowl                                | Louisiana Tech        | P, 0-14      |
| 42 | 29 décembre 2020 | Cheez-It Bowl                                    | Oklahoma State        | P, 34-37     |
| 43 | 28 décembre 2023 | Pinstripe Bowl                                   | Rutgers               | P, 24-31     |
| 44 | 28 décembre 2024 | Pop-Tarts Bowl                                   | Iowa State            | P, 41-42     |

## Entraîneurs
Les Hurricanes ont connu 23 entraîneurs principaux depuis la saison 1926 :
 Entraîneur intronisé au College Football Hall of Fame 
| Rang | Nom                    | Période             | Saisons régulières | Saisons régulières | Saisons régulières | Saisons régulières | Saisons régulières | Finales de conférence | Finales de conférence | Finales de conférence | Finales de conférence | Bowls | Bowls | Bowls | Titres | Titres | Titres        | Trophées, récompenses                                                            |
| ---- | ---------------------- | ------------------- | ------------------ | ------------------ | ------------------ | ------------------ | ------------------ | --------------------- | --------------------- | --------------------- | --------------------- | ----- | ----- | ----- | ------ | ------ | ------------- | -------------------------------------------------------------------------------- |
| Rang | Nom                    | Période             | Nb.                | V                  | D                  | N                  | %                  | V                     | D                     | N                     | %                     | V     | D     | N     | Div.   | Div.   | NCAA          | Trophées, récompenses                                                            |
| 1    | Cub Buck               | 1926-1928           | 19                 | 7                  | 10                 | 2                  | 42,1               | —                     | —                     | —                     | —                     | —     | —     | —     | —      | —      | 0             | —                                                                                |
| 2    | J. Burton Rix          | 1929                | 5                  | 3                  | 2                  | 0                  | 60,0               | —                     | —                     | —                     | —                     | —     | —     | —     | —      | —      | 0             | —                                                                                |
| 3    | Ernest E. Brett        | 1930                | 8                  | 3                  | 4                  | 1                  | 43,8               | 2                     | 3                     | 1                     | 41,7                  | —     | —     | —     | —      | 0      | 0             | —                                                                                |
| 4    | Tom McCann             | 1931-1934           | 37                 | 18                 | 15                 | 4                  | 54,1               | 6                     | 6                     | 3                     | 50,0                  | 0     | 1     | 0     | —      | 0      | 0             | —                                                                                |
| 5    | Irl Tubbs              | 1935-1936           | 18                 | 11                 | 5                  | 2                  | 66,7               | 4                     | 1                     | 0                     | 80,0                  | 0     | 0     | 0     | —      | 0      | 0             | —                                                                                |
| 6    | Jack Harding           | 1937-1942 1945–1947 | 89                 | 54                 | 32                 | 3                  | 62,4               | 10                    | 1                     | 0                     | 90,9                  | 1     | 0     | 0     | —      | 0      | 0             | —                                                                                |
| 7    | Eddie Dunn             | 1943-1944           | 15                 | 6                  | 8                  | 1                  | 43,3               | —                     | —                     | —                     | —                     | 0     | 0     | 0     | —      | —      | 0             | —                                                                                |
| 8    | Andy Gustafson         | 1948-1963           | 161                | 93                 | 65                 | 3                  | 58,7               | —                     | —                     | —                     | —                     | 1     | 3     | 0     | —      | —      | 0             | —                                                                                |
| 9    | Charlie Tate           | 1964-1970           | 64                 | 34                 | 27                 | 3                  | 55,5               | —                     | —                     | —                     | —                     | 1     | 1     | 0     | —      | —      | 0             | —                                                                                |
| Int. | Walt Kichefski         | 1970                | 9                  | 2                  | 7                  | 0                  | 22,2               | —                     | —                     | —                     | —                     | 0     | 0     | 0     | —      | —      | 0             | —                                                                                |
| 10   | Fran Curci             | 1971-1972           | 22                 | 9                  | 13                 | 0                  | 40,9               | —                     | —                     | —                     | —                     | 0     | 0     | 0     | —      | —      | 0             | —                                                                                |
| 11   | Pete Elliott           | 1973-1974           | 22                 | 11                 | 11                 | 0                  | 50,0               | —                     | —                     | —                     | —                     | 0     | 0     | 0     | —      | —      | 0             | —                                                                                |
| 12   | Carl Selmer            | 1975-1976           | 21                 | 5                  | 16                 | 0                  | 23,8               | —                     | —                     | —                     | —                     | 0     | 0     | 0     | —      | —      | 0             | —                                                                                |
| 13   | Lou Saban              | 1977-1978           | 22                 | 9                  | 13                 | 0                  | 40,9               | —                     | —                     | —                     | —                     | 0     | 0     | 0     | —      | —      | 0             | —                                                                                |
| 14   | Howard Schnellenberger | 1979-1983           | 57                 | 41                 | 16                 | 0                  | 71,9               | —                     | —                     | —                     | —                     | 2     | 0     | 0     | —      | —      | 1 (1983)      | Eddie Robinson Coach of the Year Award (1983)                                    |
| 15   | Jimmy Johnson          | 1984-1988           | 61                 | 52                 | 9                  | 0                  | 85,2               | —                     | —                     | —                     | —                     | 2     | 3     | 0     | —      | —      | 1 (1987)      | Walter Camp Coach of the Year (1986)                                             |
| 16   | Dennis Erickson        | 1989-1994           | 72                 | 63                 | 9                  | 0                  | 87,5               | 19                    | 1                     | 0                     | 95,0                  | 3     | 3     | 0     | —      | 3      | 2 (1989,1991) | Woody Hayes Award (1992) Sporting News College Football Coach of the Year (1992) |
| 17   | Butch Davis            | 1995-2000           | 71                 | 51                 | 20                 | 0                  | 71,8               | 33                    | 9                     | 0                     | 78,6                  | 4     | 0     | 0     | —      | 3      | 0             | —                                                                                |
| 18   | Larry Coker            | 2001-2006           | 75                 | 60                 | 15                 | —                  | 80,0               | 34                    | 11                    | —                     | 75,6                  | 4     | 2     | —     | 0      | 3      | 1 (2001)      | AFCA Coach of the Year (2001) Paul "Bear" Bryant Award (2001)                    |
| 19   | Randy Shannon          | 2007-2010           | 50                 | 28                 | 22                 | —                  | 56,0               | 16                    | 16                    | —                     | 50,0                  | 1     | 1     | —     | 0      | 0      | 0             | —                                                                                |
| Int. | Jeff Stoutland         | 2010                | 1                  | 0                  | 1                  | —                  | 00,0               | 0                     | 0                     | —                     | –                     | 0     | 1     | —     | 0      | 0      | 0             | —                                                                                |
| 20   | Al Golden              | 2011–2015           | 57                 | 32                 | 25                 | —                  | 56,1               | 17                    | 18                    | —                     | 48,6                  | 0     | 2     | —     | 1      | 0      | 0             | —                                                                                |
| Int. | Larry Scott            | 2015                | 6                  | 4                  | 2                  | —                  | 66,7               | 4                     | 1                     | —                     | 80,0                  | 0     | 1     | —     | 0      | 0      | 0             | —                                                                                |
| 21   | Mark Richt             | 2016-2018           | 39                 | 26                 | 13                 | —                  | 66,7               | 16                    | 8                     | —                     | 66,7                  | 1     | 2     | —     | 1      | 0      | 0             | Walter Camp Coach of the Year Award (2017)                                       |
| 22   | Manny Diaz             | 2019–2021           | 36                 | 21                 | 15                 | —                  | 58,3               | 16                    | 9                     | —                     | 64,0                  | 0     | 2     | —     | 0      | 0      | 0             | —                                                                                |
| 23   | Mario Cristobal        | depuis 2022         | 38                 | 22                 | 16                 | —                  | 57,9               | 12                    | 12                    | —                     | 50,0                  | 0     | 2     | —     | 0      | 0      | 0             | —                                                                                |

## Stades
À ses débuts, les Hurricanes de Miami jouaient au Tamiami Park (en), parc urbain public dans la région métropolitaine de Miami, et plus tard, à Moore Park, autre parc urbain situé dans le quartier Allapattah de Miami. En 1937, ils déménagent au Miami Orange Bowl où ils jouent sans discontinuer pendant septante ans. Démoli après la saison 2007, l'université de Miami signe un contrat de 25 ans pour jouer au Hard Rock Stadium dès 2008. Le stade est situé à Miami Gardens en Floride, et est situé approximativement à 35 km au nord du campus principal de l'université de Miami situé à Coral Gables. Le Hard Rock Stadium est également le stade utilisé par les Dolphins de Miami, franchise de la National Football League.

Stades utilisés par les Hurricanes
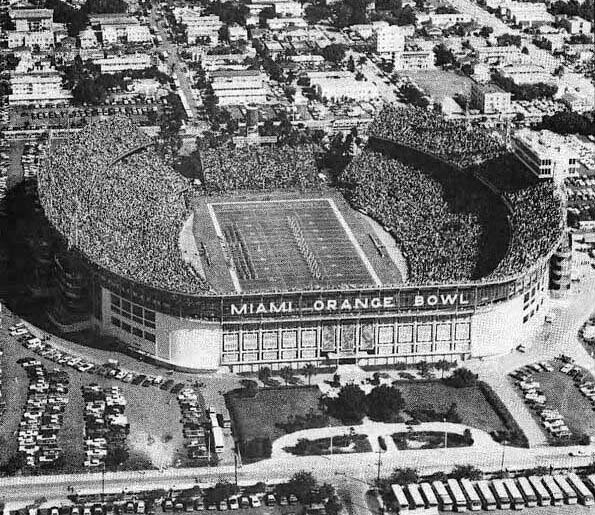
Le Miami Orange Bowl, de 1937 à 2007
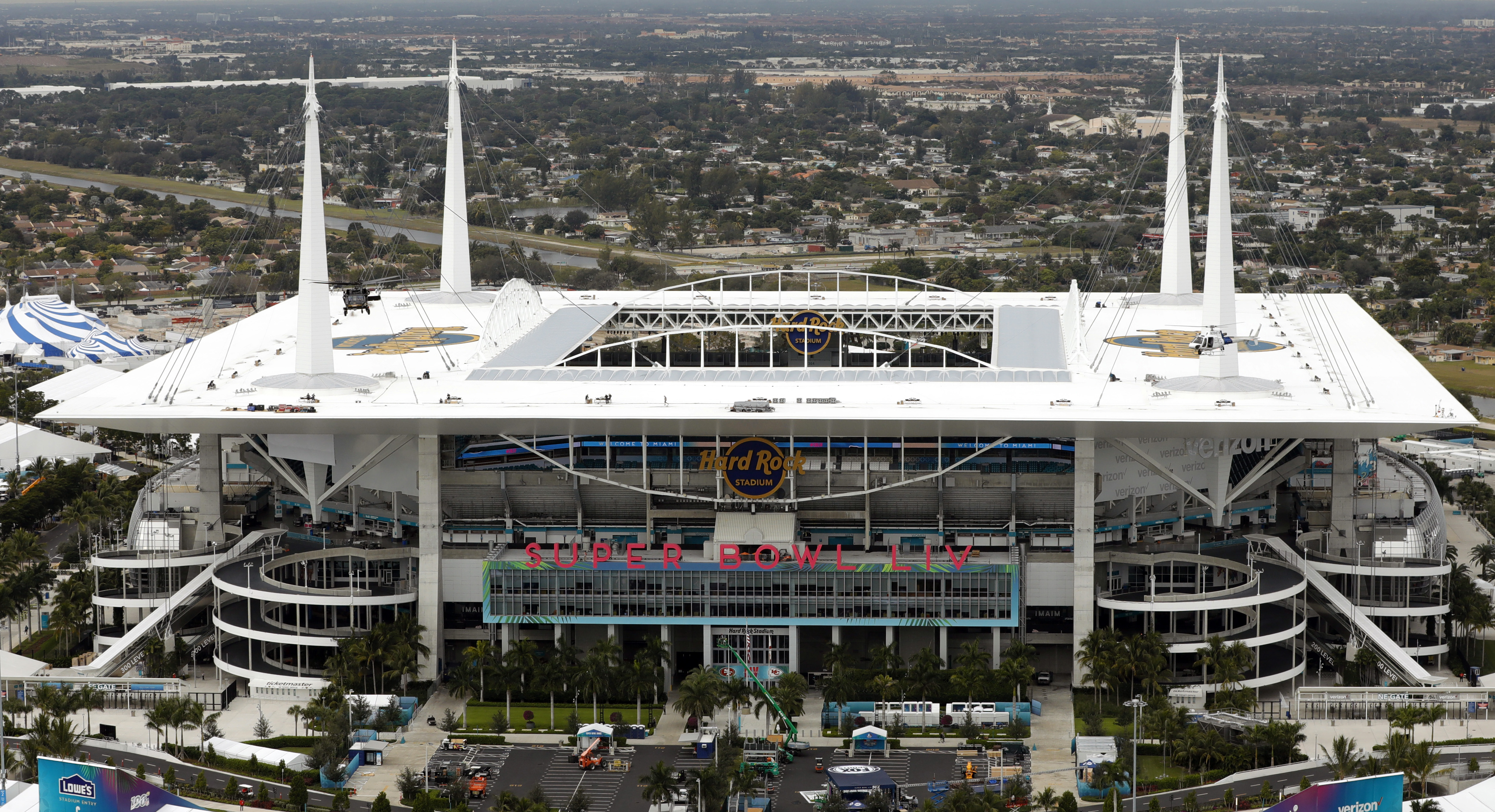
Le Hard Rock Stadium , depuis 2008.

## Récompenses individuelles

### Joueurs
| - Trophée Heisman Vinny Testaverde – 1986 Gino Torretta (en) – 1992 - Maxwell Award Vinny Testaverde – 1986 Gino Torretta (en) – 1992 Ken Dorsey (en) – 2001 - Walter Camp Award Vinny Testaverde – 1986 Gino Torretta (en) – 1992 - Archie Griffin Award Ken Dorsey (en) – 2001, 2002 - Chic Harley Award Gino Torretta (en) – 1992 Ken Dorsey (en) – 2001, 2002 | - Bednarik Award Dan Morgan – 2000 - Bronko Nagurski Trophy Warren Sapp – 1994 Dan Morgan – 2000 - Davey O'Brien Award Vinny Testaverde – 1986 Gino Torretta (en) – 1992 Cam Ward – 2024 - Sammy Baugh Trophy Vinny Testaverde – 1986 Steve Walsh – 1988 - Dick Butkus Award Dan Morgan – 2000 | - Jim Thorpe Award Bennie Blades (en) – 1987 - John Mackey Award Kellen Winslow II – 2003 - Johnny Unitas Golden Arm Award Craig Erickson (en) – 1990 Gino Torretta (en) – 1992 - Lombardi Award Warren Sapp – 1994 - Trophée Outland Russell Maryland – 1990 Bryant McKinnie – 2001 - Dave Rimington Trophy Brett Romberg – 2002 |

### Entraîneurs
| - Walter Camp Coach of the Year Award Jimmy Johnson – 1986 Mark Richt – 2017 - Eddie Robinson Coach of the Year Howard Schnellenberger (en) – 1983 | - Paul "Bear" Bryant Award Larry Coker (en) – 2001 - Broyles Award Randy Shannon (en) – 2001 |

## Numéros retirés
| no | Joueur           | Poste         | Saisons   | Date retrait | Réf.  |
| -- | ---------------- | ------------- | --------- | ------------ | ----- |
| 10 | George Mira      | Quarterback   | 1961–1963 | 1997         | [ 2 ] |
| 14 | Vinny Testaverde | Quarterback   | 1982–1986 | 1997         | [ 2 ] |
| 42 | Jim Dooley       | End/Halfback  | 1949–1951 | 1997         | [ 2 ] |
| 89 | Ted Hendricks    | Defensive end | 1966–1968 | 1997         | [ 2 ] |

## Hurricanes au College Football Hall of Fame
En fin de saison 2024, huit joueurs et trois entraîneurs des Hurricanes avaient été intronisés au College Football Hall of Fame :
| Joueur           | Poste            | Saisons             | Année d'intronisation | Réf.                     |
| ---------------- | ---------------- | ------------------- | --------------------- | ------------------------ |
| Jack Harding     | Entraîneur       | 1937–1942 1945–1947 | 1980                  | [ 3 ]                    |
| Andy Gustafson   | Entraîneur       | 1948–1963           | 1985                  | [ 3 ]                    |
| Ted Hendricks    | Defensive end    | 1966–1968           | 1987                  | [ 3 ]                    |
| Don Bosseler     | Fullback         | 1953–1956           | 1990                  | [ 3 ]                    |
| Bennie Blades    | Ssafety          | 1984–1987           | 2006                  | [ 3 ]                    |
| Arnold Tucker    | Quarterback      | 1943–1946           | 2008                  | A aussi joué pour l'Army |
| Gino Torretta    | Quarterback      | 1989–1992           | 2009                  | [ 3 ]                    |
| Russell Maryland | Defensive tackle | 1987–1990           | 2011                  | [ 3 ]                    |
| Jimmy Johnson    | Entraîneur       | 1984–1988           | 2012                  | [ 3 ]                    |
| Vinny Testaverde | Quarterback      | 1983–1986           | 2013                  | [ 3 ]                    |
| Ed Reed          | Safety           | 1997–2000           | 2018                  | [ 3 ]                    |

## Hurricanes au Pro Football Hall of Fame
Fin de saison 2024, onze anciens joueurs des Hurricanes avaient été intronisés au Pro Football Hall of Fame, :
| Joueur         | Poste                   | Saisons | Réf.   |
| -------------- | ----------------------- | ------- | ------ |
| Jim Otto (en)  | Center                  | 1980    | [ 5 ]  |
| Ted Hendricks  | Linebacker              | 1990    | [ 6 ]  |
| Jim Kelly      | Quarterback             | 2002    | [ 7 ]  |
| Michael Irvin  | Wide receiver           | 2007    | [ 8 ]  |
| Cortez Kennedy | Defensive tackle        | 2012    | [ 9 ]  |
| Warren Sapp    | Defensive tackle        | 2013    | [ 10 ] |
| Ray Lewis      | Linebacker              | 2018    | [ 11 ] |
| Ed Reed        | Safety                  | 2019    | [ 12 ] |
| Edgerrin James | Running back            | 2020    | [ 13 ] |
| Andre Johnson  | Wide receiver           | 2024    | [ 14 ] |
| Devin Hester   | Spécialiste des retours | 2024    | [ 15 ] |

## Rivalités
| Équipe rivale                | Surnom de la rivalité | Trophée de la rivalité                        | Bilan des Hurricanes | Bilan des Hurricanes | Bilan des Hurricanes | Bilan des Hurricanes | Bilan des Hurricanes | Premier match | Dernier match |
| ---------------------------- | --------------------- | --------------------------------------------- | -------------------- | -------------------- | -------------------- | -------------------- | -------------------- | ------------- | ------------- |
| Équipe rivale                | Surnom de la rivalité | Trophée de la rivalité                        | Nb.                  | V.                   | D.                   | N.                   | %                    | Premier match | Dernier match |
| Gators de la Floride         | Florida Cup           | Florida Cup (anciennement Seminole War Canoe) | 57                   | 30                   | 27                   | 0                    | 52,6                 | 1938          | 2024          |
| Seminoles de Florida State   | Florida Cup           | Florida Cup                                   | 69                   | 36                   | 33                   | 0                    |                      | 1951          | 2024          |
| Cardinals de Louisville      | -                     | Schnellenberger Trophy                        | 17                   | 12                   | 4                    | 1                    | 70,6                 | 1933          | 2024          |
| Cornhuskers du Nebraska      | -                     | -                                             | 12                   | 6                    | 6                    | 0                    | 50,0                 | 1951          | 2015          |
| Fighting Irish de Notre Dame | -                     | -                                             | 27                   | 8                    | 18                   | 1                    | 29,6                 | 1955          | 2017          |
| Hokies de Virginia Tech      | -                     | -                                             | 41                   | 28                   | 15                   | 0                    | 68,3                 | 1953          | 2024          |

### Florida
La rivalité entre Miami et les Gators de la Floride remonte à 1938, ce qui en fait la plus ancienne rivalité entre les « Big Three » de Floride : l'université de Miami, l'université de Floride et l'université d'État de Floride. Les Hurricanes ont battu les Gators 19 à 7 lors de la première rencontre.
Le trophée The Seminole War Canoe a été sculpté en 1955 dans un cyprès frappé par la foudre. Il était offert au vainqueur du match annuel de football américain. Ce canoë symbolise l'esprit combatif du peuple séminole, souvent mis en avant lors des matchs entre les Hurricanes et les Gators. Il est désormais exposé en permanence au Temple de la renommée des sports de l'université de Miami, sur le campus de Coral Gables.
Les deux universités se sont rencontrées chaque année de 1944 à 1987, mais ne se sont plus affrontées régulièrement depuis. Florida a annulé la série annuelle après la saison 1987,, la Southeastern Conference dont elle est membre, lui imposant de disputer huit matchs de conférence. Florida a alors décidé de compléter la partie hors conférence de son calendrier avec des équipes ne nécessitant pas de matchs aller-retour, à l'exception de Florida State.
De 1986 à 2003, Miami a remporté les six matchs opposant les deux universités, dont des victoires au Sugar Bowl 2001 et au Peach Bowl 2004. Florida a mis fin à une disette de 23 ans contre Miami en s'imposant 26-3 contre les Hurricanes en 2008. En 2019, la série a repris avec une victoire 24-20 de Florida lors du Camping World Kickoff (en) joué à Orlando (Floride).
La dernière rencontre, remportée de façon convaincante par Miami (43-17), a eu lieu le 31 août 2024 au Ben Hill Griffin Stadium, le stade de Florida à Gainesville.

### Florida State
Les rivaux traditionnels de Miami sont les Seminoles de Florida State, et Florida,. Depuis 2002, la Florida Cup est décernée à l'équipe qui termine avec le meilleur bilan lors des confrontations directes entre ces trois universités. À ce jour, six Florida Cups ont été décernées, Miami remportant les trois premières.
La rivalité entre Miami et Florida State remonte à 1951, lorsque les Hurricanes ont battu les Seminoles 35-13 lors de leur première rencontre. Les deux universités se sont affrontées chaque année depuis 1966. À l'issue de leur saison régulière 2003, les équipes ont représenté leurs conférences respectives au FedEx Orange Bowl 2004 (janvier) (Miami étant champion de la Big East et Florida State de l'ACC). Miami a remporté le bowl 16-14 ; ce fut la seule fois que les deux universités se sont rencontrées en phase finale de football américain. Les rencontres entre les équipes de FSU et de Miami ont éclipsé la rivalité entre les Hurricanes et les Gators (de l'université de Floride) après leur match de 2010 ; la série de matchs entre Miami et Florida est la deuxième plus longue de Miami, avec 57 matchs (en fin 2024).
Au cours des années 1980 et 1990, cette série s'est imposée comme l'une des plus importantes rivalités du football universitaire. Entre 1983 et 2002, les Hurricanes et les Seminoles ont remporté ensemble 7 championnats nationaux et disputé 14 matchs de bowl avec un titre national en jeu. Le match de 1988 a vu la participation de 57 futurs professionnels de la NFL. Depuis 2004, année où Miami a quitté la Conférence Big East pour rejoindre l'Atlantic Coast Conference élargie à 12 membres, les universités sont devenus des adversaires de conférence, bien qu'elles soient placées dans des divisions distinctes. Cet alignement ouvre la possibilité que les deux équipes se rencontrent une seconde fois lors de la finale de conférence ACC, si chacune remporte sa division respective lors d'une saison donnée. Une telle revanche n'a cependant pas encore eu lieu après 20 finales de conférence ACC (en fin de saison 2024).
La série a régulièrement enregistré des audiences télévisées très élevées, le match Miami-Florida State de 2006 étant le match de football universitaire le plus regardé de l'histoire d'ESPN (saison régulière ou séries éliminatoires), et les rencontres de 2009 et 1994 étant respectivement les deuxième et cinquième matchs de saison régulière les plus regardés.
Le 5 novembre 2022, les Seminoles ont gagné 45-3 à Miami, ce qui constitue la plus large marge de victoire dans le stade de l'équipe adverse de l'histoire de la série.

### Louisville
La rivalité (en) avec les Cardinals de Louisville remonte à la saison 1933. Il n'y avait eu que neuf matchs joués entre 1933 et 1985 mais depuis que Louisville a rejoint l'Atlantic Coast Conference en 2014, les rencontres sont devenues plus fréquentes,,. Ces deux programmes ont en commun Howard Schnellenberger (en) lequel en tant qu'entraîneur principal a mené les deux équipes à de grands succès alors qu'elles étaient en difficulté et confrontées à des problèmes financiers,
Un trophée a été introduit en 2023 en son honneur,. Il représente une paire de bottes en bronze portées par Schnellenberger. Le trophée est décernée au vainqueur du match jusqu'à la saison suivante.

### Nebraska
Même si les Hurricanes n'ont que rarement rencontré les Cornhuskers du Nebraska, les 12 rencontres ont souvent donné lie à des matchs de haut niveau, dont quatre Orange Bowls lesquels à trois reprises constituaient la finale du championnat (saisons 1984, 1991 et 1994). Il n'y plus eu de rencontre entre ces deux équipes depuis la fin de saison 2015.

### Notre Dame
Les Hurricanes et le Fighting Irish de Notre Dame se sont rencontrés pour la première fois lors de la saison universitaire de football américain de 1955.[424] Ils se sont ensuite rencontrés trois fois dans les années 1960 (1960, 1965 et 1967) puis se sont affrontés chaque année de 1971 à 1990 (sauf en 1986). Notre Dame a constamment dominé la série dans les années 1970. Cependant, au cours des années 1980, Miami a commencé à dominer et la rivalité, autrefois docile, s'est considérablement intensifiée. Les deux équipes étaient des prétendantes au titre national à la fin de cette décennie, et chacune d'elles a remporté un titre au détriment de l'autre (1988 et 1989). Les hostilités ont été attisées lorsque les Hurricanes ont écrasé le Fighting Irish lors de la finale de la saison 1985 sur le score de 58 à 7, Miami étant largement accusé d'avoir tout fait pour alourdir le score en seconde période. Cette rivalité a attiré l'attention nationale et les deux équipes ont disputé leurs matchs les plus célèbres de 1988 à 1990. Le match tristement célèbre, baptisé « Catholics vs. Convicts (en)  », a été remporté par le Fighting Irish 31 à 30. En 1989, Miami a mis fin à la série record de 23 victoires consécutives de Notre Dame par une victoire sur le score de 27 à 10. La rivalité a cessé temporairement après que le Fighting Irish a anéanti les espoirs de Miami, deuxième au classement, de remporter un nouveau titre national grâce à une victoire 29 à 20 à South Bend en 1990. 
Depuis, les deux équipes ne se sont rencontrées qu'à quatre reprises (2010, 2012, 2016 et 2018).

### Virginia Tech
Les Hurricanes et les Hokies de Virginia Tech se sont rencontrés pour la première fois le 13 novembre 1953 à Miami. Les deux équipes se sont affrontées chaque année depuis 1992, et la rivalité s'est développée lorsque les Hokies ont rejoint la Big East Conference en 1991. Lorsque l'Atlantic Coast Conference (ACC) s'est élargie en 2004, Miami et Virginia Tech en sont devenues membres. Les deux équipes ont continué à s'affronter chaque année au sein de la Coastal Division de l'ACC. Après la suppression des divisions de l'ACC et une pause d'un an en 2023, Miami et Virginia Tech sont devenus des adversaires annuels. Miami et Virginia Tech se sont affrontés à deux reprises lors de bowls, au Liberty Bowl de 1966 et au Peach Bowl de 1981. Le dernier match entre les deux équipes a eu lieu le 28 septembre 2024 à Miami, et Miami s'est imposé 38 à 34 après une décision controversée des arbitres après la dernière action du match.

## Traditions

### Touchdown Tommy
Le Touchdown Tommy est le surnom du canon utilisé à la sortie du tunnel. Un coup de canon est tiré après chaque point marqué par les Hurricanes et à la fin du match en cas de victoire. Ce canon est conservé par le Maître Canon de la fraternité Sigma Chi de l'université de Miami. Il est tiré pendant les matchs par les aînés de Sigma Chi.
Touchdown Tommy est la troisième plus ancienne tradition de l'université de Miami après la Iron Arrow Honor Society, la plus haute distinction décernée par l'université fondée en 1926, et Sebastian the Ibis, mascotte des Hurricanes de Miami depuis 1957.

### Smoke
L'une des traditions les plus célèbres des Hurricanes est la scène d'entrée de l'équipe. L'équipe pénètre sur le terrain à travers un important nuage de fumée blanche s'échappant du tunnel d'entrée, au son d'une bande sonore imitant un ouragan. La fumée provient des gaz d'échappement des extincteurs qui jaillissent d'une série de tuyaux soudés par Bob Nalette, directeur des transports scolaires, dans les années 1950. En 2008, ces tuyaux ont été déplacés du Miami Orange Bowl, ancien stade des Hurricanes, au Hard Rock Stadium, où l'équipe joue depuis 2008.
Suite à l'ascension du programme de football américain de l'université de Miami vers la notoriété nationale dans les années 1980, de nombreuses équipes de lycées, d'universités et de la NFL ont copié cette pratique au cours des 25 dernières années. En 2001, ABC en a même fait une parodie pour une publicité de football américain universitaire diffusée le samedi.

### Ring of Honour
En 1997, l'université a créé le « Ring of Honor » (anneau d'honneur) afin de rendre hommage aux joueurs exceptionnels issus de son programme de football américain. Les membres sont sélectionnés par un comité consultatif anonyme, le directeur des sports et l'entraîneur principal de football américain.
Les noms et numéros de maillot des intronisés étaient affichés sur le pont supérieur du Miami Orange Bowll. La classe inaugurale comprenait Jim Dooley, Ted Hendricks, George Mira (en) et Vinny Testaverde. Ces quatre joueurs sont les seuls de l'histoire du programme dont les numéros ont été retirés par l'université. Le numéro de Vinny Testaverde a cependant été réintroduit à sa demande pour la saison 2015-2016. Son fils porte le numéro 14.
Un deuxième groupe de joueurs, composé d'Ottis Anderson, Don Bosseler (en), Bernie Kosar et Burgess Owens, a été intronisé en 1999. Après une interruption de neuf ans, cinq nouveaux joueurs ont été ajoutés en 2008 : Jim Kelly et Jim Otto (en), membres du Pro Football Hall of Fame, Gino Torretta (en), ancien vainqueur du trophée Heisman, le running back Edgerrin James et le joueur de ligne défensif Cortez Kennedy.
En 2009, le defensive back Bennie Blades (en), membre du College Football Hall of Fame, le running back et ancien entraîneur principal de Miami, Eddie Dunn (en), et le quarterback Steve Walsh ont été intronisés.

### Turnover Chain
En 2017, les Hurricanes de Miami ont commencé à décerner leur « Turnover Chain » (chaîne de pertes de balles), une distinction composée d'une chaîne en or 10 carats de 91 cm, pesant 2,5 kg, ornée de 900 saphirs orange et verts disposés en « U » de 16,5 cm de large. Elle est remise pendant un match à tout joueur défensif qui provoque une perte de balle adverse.
Au cours des 11 matchs de saison régulière disputés par Miami en 2017, la défense des Hurricanes a créé 29 turnover (17 interceptions, 12 fumbles récupérés), soit le troisième plus grand nombre de pertes de balle de l'histoire du football américain. Durant la même période, Miami a concédé 12 turnovers (9 interceptions et 3 fumbles perdus) ; le gain net de 17 turnovers a donné lieu à une marge de +1,55 par match. Ce chiffre représente la plus grande marge du pays en 2017, un exploit partagé avec les Knights de l'UCF.
En 2022, les Hurricanes de Miami ont retiré la chaîne,.

### Alma Mater
L'Alma Mater : Stand Forever est l'Alma Mater officielle de l'université de Miami,.
Les paroles ont été écrites par William Seth Lampe (en), journaliste et assistant en relations publiques de Bowman Foster Ashe, premier président de l'université de Miami. La musique est de la pianiste Christine Asdurian, l'une des 646 étudiantes inscrites à l'université de Miami lors de sa première année universitaire de 1926-1927.
Depuis lors, l'alma mater est chantée par les fans lors des événements sportifs des Hurricanes, interprétée lors des cérémonies de remise des diplômes, lors des inaugurations présidentielles et interprétée lors d'autres événements majeurs.
| Alma Mater : Stand Forever |
| --- |
| « Southern suns and sky blue water, Smile upon you, Alma Mater; Mistress of this fruitful land, With all knowledge at your hand, Always just, to honor true All our love we pledge to you. Alma Mater, Stand forever, on Biscayne's wondrous shore. » |

## Controverses et scandales

### Le système «pay for play» de Luther Campbell (années 1980)
Dans les années 1980, Luther Campbell, membre de 2 Live Crew, aurait été à l'origine d'un système de « pay for play » (paiement pour jouer), qui impliquait des récompenses en espèces aux joueurs de l'université de Miami pour avoir réussit à inscrire des touchdowns, à effectuer de gros hits et d'autres exploits de jeu, bien que Campbell n'ait jamais fait de don directement à l'Université de Miami ou à son département des sports.

### Mascotte arrêtée par la police (1989)
Le 28 octobre 1989, Sebastian l'Ibis, mascotte de l'université de Miami, a été plaqué au sol par un groupe de policiers pour avoir tenté d'éteindre la lance enflammée du chef Osceola avant le match contre les rivaux de Florida State au stade Doak Campbell de Tallahassee. La mascotte portait un casque de pompier, un imperméable jaune et tenait un extincteur. Lorsqu'un policier a tenté de s'emparer de l'extincteur, il a été aspergé d'eau à la poitrine. La mascotte a été menottée par quatre policiers, mais finalement relâchée. Le quarterback de Miami, Gino Torretta (en), titulaire du match à la place de Craig Erickson (en) blessé, a déclaré à ESPN : « Even if we weren't bad boys, it added to the mystique that, 'Man, look, even their mascot's getting arrested. » (Même si nous n'étions pas des mauvais garçons, cela a renforcé le côté mystère de l'équipe puisque, regardez, même leur mascotte se fait arrêter).

### Bagarre à FIU (2006)
Le 14 octobre 2006, lors de la première rencontre entre Miami et les Golden Panthers de Florida International, les joueurs se sont battus après un coup de pied de conversion de touchdown (Point after touchdown).
Le cornerback de FIU, Chris Smith, a plaqué au sol le titulaire de Miami, Matt Perelli, après le coup de pied et a semblé lui porter un coup de poing au menton. Un autre cornerback de FIU, Marshall McDuffie Jr., a donné un coup de pied à Perelli à la tête. Anthony Reddick (en), de Miami, a balancé son casque sur des joueurs de FIU et Brandon Meriweather, de Miami, a donné un coup de pied à un joueur de FIU. A'Mod Ned, de FIU, blessé, est entré sur le terrain et a frappé les joueurs de Miami avec ses béquilles. La bagarre a duré un peu plus d'une minute avant que les entraîneurs des deux équipes ne parviennent à séparer les joueurs. Des agents de la Florida Highway Patrol et de la police de la ville de Miami sont arrivés sur le terrain alors que la bagarre faisait rage et ont maintenu une présence visuelle sur le bord du terrain et dans les tribunes pour empêcher toute nouvelle bagarre. Le match a été interrompu pendant environ 15 à 20 minutes, le temps que les arbitres déterminent quels joueurs avaient été expulsés et quelles pénalités, le cas échéant, devaient être appliquées.
Le lendemain, 31 joueurs des deux universités ont été sanctionnés, dont 18 de FIU et 13 de Miami. Les joueurs de Miami ont été suspendus pour un match, tandis que ceux de FIU ont été suspendus pour le reste de la saison. Trois joueurs de Miami ont été suspendus indéfiniment et les autres ont également été assignés à des travaux d'intérêt général.
Article complet sur wiki.en (en)

### Scandale Shapiro (2002-2010)
Nevin Shapiro (en), un escroc condamné et ancien supporter de Miami, a affirmé avoir utilisé des fonds d'investisseurs pour financer des dons au programme sportif de l'université de Miami et avoir versé environ 2 millions de dollars d'avantages illégaux à au moins 72 joueurs et entraîneurs de football américain et de basket-ball, actuels ou anciens, entre 2002 et 2010. Un article de Yahoo! Sports a allégué que Shapiro, par ses dons, avait enfreint au moins quatre règlements majeurs de la NCAA.
Lors de l'enquête sur ces allégations, l'université s'est auto-imposée une interdiction de participation aux bowls. En octobre 2013, la NCAA a annoncé que l'université perdrait trois bourses de football américain pour chacune des trois saisons suivantes, mais qu'il n'y aurait plus d'interdiction de participation aux bowls. L'université est redevenue éligible à la participation aux bowls à partir de la saison 2013-2014.
Article complet sur wiki.en (en)

## Documentaires

### The U
Le programme de football américain des Hurricanes de Miami a fait l'objet de deux documentaires très regardés. En 2009, « The U (en) », développé par le studio Rakontur (en) basé à Miami, a été diffusé dans le cadre de la série de films « 30 for 30 » d'ESPN.
Selon le cinéaste, l'université de Miami a choisi de ne pas participer au projet et a refusé à l'équipe de tournage l'accès à l'ancien entraîneur Randy Shannon (en), à l'ancien directeur sportif Paul Dee (en) et à l'ancien président de l'université Tad Foote (en).
Le film retrace l'essor du programme de football américain de l'université de Miami, des années 1980 au début des années 1990, période durant laquelle elle a remporté trois championnats nationaux (1983, 1987 et 1991), suivi de son effondrement consécutif à divers scandales nationaux liés au programme et à l'équipe, notamment des délits commis par des joueurs, leur usage de drogues et des privilèges accordés aux joueurs grâce au prétendu système de « pay for play » de Luther Campbell, dans lequel la star du rap aurait rémunéré des joueurs de Miami. Le film aborde la nature controversée et pionnière de l'ascension et du déclin du programme de football américain de l'université à cette époque.
Le film a été projeté en avant-première sur le campus de l'université le 10 décembre 2009, en présence de seulement deux étudiants athlètes[468]. Deux jours plus tard, cependant, il a été diffusé mondialement sur ESPN après la cérémonie de remise du trophée Heisman, attirant 2,3 millions de téléspectateurs et établissant un record d'audience pour un épisode d'ESPN 30 à 30.

### The U - Part 2
Suite au succès de The U, The U - Part 2 a été développé et publié, décrivant une ascension et une chute similaires du programme de football de l'université de Miami, cette fois de son équipe championne nationale de 2002, qui est largement considérée comme l'une des meilleures équipes de football universitaire de l'histoire de ce sport, à une autre chute avec des scandales nationaux qui ont coûté des bourses au programme de football américain de de Miami et ont nui à sa compétitivité pendant une grande partie du début des années 2000.